# ممتاز الدين أحمد
ممتاز الدين أحمد بن محمد جليس بويا المانكفوري (1889–1974) كان عالمًا إسلاميًا بنغاليًا ومؤلفًا ومعلمًا. وهو والد رئيس الوزراء بنغلاديش الأسبق مودود أحمد .

## الحياة المبكرة والتعليم
وُلِد ممتاز الدين أحمد بويا في عام 1889 لعائلة مسلمة بنغالية في قرية مانكفور في منطقة نواخالي ، رئاسة البنغال . وكان والده محمد جليس بويا عالمًا.
بعد أن أنهى دراسته الابتدائية، انتقل ممتاز الدين إلى كلكتا وأصبح طالباً في مدرسة العالية في عام 1907. توفى عن جماعة سوم سنة 1910م، وجماعة الأولى سنة 1913م. وفي سنة 1916 تخرج من المدرسة في علوم الحديث وحصل على فخر المحدثين . كان معلموه في الحديث العلامة إسحاق البردواني والعلامة ناظر حسن الديوبندي. ومن بين معلميه الآخرين العلامة لطف الرحمن البردواني، والشيخ عبد الحق الحقاني، والشيخ فضل الحق الرامفوري . حصل ممتاز الدين على شهادة الثانوية العامة من مجلس جامعة كلكتا في عام 1918. 

## حياة مهنية
بقي ممتاز الدين في كلكتا بعد أن أنهى تعليمه، وقام بتدريس دراسات الحديث في مدرسة العالية منذ عام 1919. كما عمل لفترة وجيزة كمحاضر للغة العربية في كلية الرئاسة في عام 1921. انتقل إلى المدرسة الحكومية العالية في داكا في عام 1953، بعد ست سنوات من تقسيم البنغال . ومن بين طلابه البارزين شيخ عميم الاحسان البركتي .

## الحياة الشخصية
تزوج ممتاز الدين أحمد من بيغم أنبياء خاتون. ابنه الرابع، مودود أحمد ، شغل منصب رئيس وزراء بنغلاديش من عام 1988 إلى عام 1989. 

## أعمال
كتب ممتاز الدين أحمد بشكل أساسي باللغة العربية والبنغالية والأردية . ومن أعماله المنشورة:
- حل العقدة في شرح سبع معلقة [4]
- سهل المعالي في شرح مقامات بديع الزمان الهمذاني
- نعمة المنعم في شرح مقدمة صحيح مسلم
- الكوكب الدري في شرح مقدمة مشكاة المصابيح
- كشف المعاني في شرح مقامات الحريري
- نبی پرچے (تعريف النبي صلى الله عليه وسلم) - بالبنغالية
- قرآن پرچتي (تعريف القرآن) - بالبنغالية
- پری باغیر شاہ صاحبیر جیونی (سيرة الشاه صاحب البريباغي) - بالبنغالية

## موت
توفي ممتاز الدين أحمد في عام 1974.